# Beatriz de Lenclós
Beatriz Ledesma Gorostiza, conocida artísticamente como Beatriz de Lenclós (Vitoria, 4 de agosto de 1923) es una actriz de teatro, bailarina y cantante retirada española. De gran popularidad durante la primera mitad del siglo XX, está reconocida una de las más destacadas vedettes y referentes de la revista musical española.
Considerada una pionera en su época, se la reconoce como la primera mujer española que posó con un bikini en 1953, bajo la amenaza de excomunión.

## Biografía
Nació el 4 de agosto de 1923 en Vitoria (España), en el seno de una familia vasca, durante la dictadura de Primo de Rivera. 
El seudónimo 'de Lenclós' se le puso en homenaje a Ninon de Lenclos (1620-1705), escritora y mecenas francesa. 
Teatro
Habiéndose trasladado a Madrid por motivos familiares, sus primeras actuaciones sobre los escenarios se producen a muy temprana edad. Ya con 12 años, en 1936, actuaba en el Teatro Español de Madrid como bailaora en el cuadro flamenco del maestro Ángel Pericet, compartiendo espectáculo con las también bailaoras Carmen Amaya y La Argentina, y con los poetas Federico García Lorca, Manuel Machado, Quintero, León y Quiroga y Alfredo Marqueríe Mompín.
También formó dúo de claqué con un joven Tony Leblanc  en teatros del barrio madrileño de Chamberí durante la Guerra civil española (1936-1939), así como con Ginger Rogers y Fred Astaire.
Ya en los años 40 y 50, se consagró como primera figura del teatro español, siendo protagonista de obras de la revista musical y compañera habitual de artistas de la talla de Augusto Algueró, Mary Santpere, Ángel Ter, Lina Morgan, Alfonso del Real y José Orjas.
En 2018, a la edad de 95 años, recibió un homenaje a toda su carrera artística en su tierra natal, en el contexto de las celebraciones del centenario del Teatro Principal de Vitoria.
Cine
Coprotagonizó la película Un Caballero Famoso (1943), con Lola Flores, Manolo Caracol, Alfredo Mayo y Amparo Rivelles.
Canto

Fue primera vocalista en el Teatro Albéniz y en la sala J'Hay (Teatro Rialto), en el número 54 de la Gran Vía madrileña, siendo compañera habitual de Antonio Machín. Junto al cantante Jorge Sepúlveda grabó el tema 'Sufrir', del disco de rumbas y tangos 'Risa y Llanto' (1950).

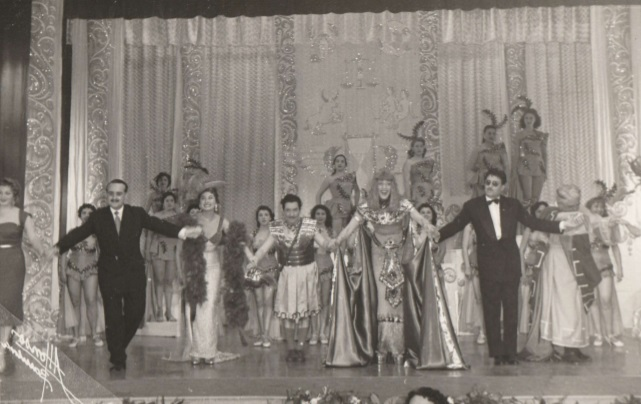
Beatriz de Lenclós junto a Mary Santpere y Augusto Algueró (padre)
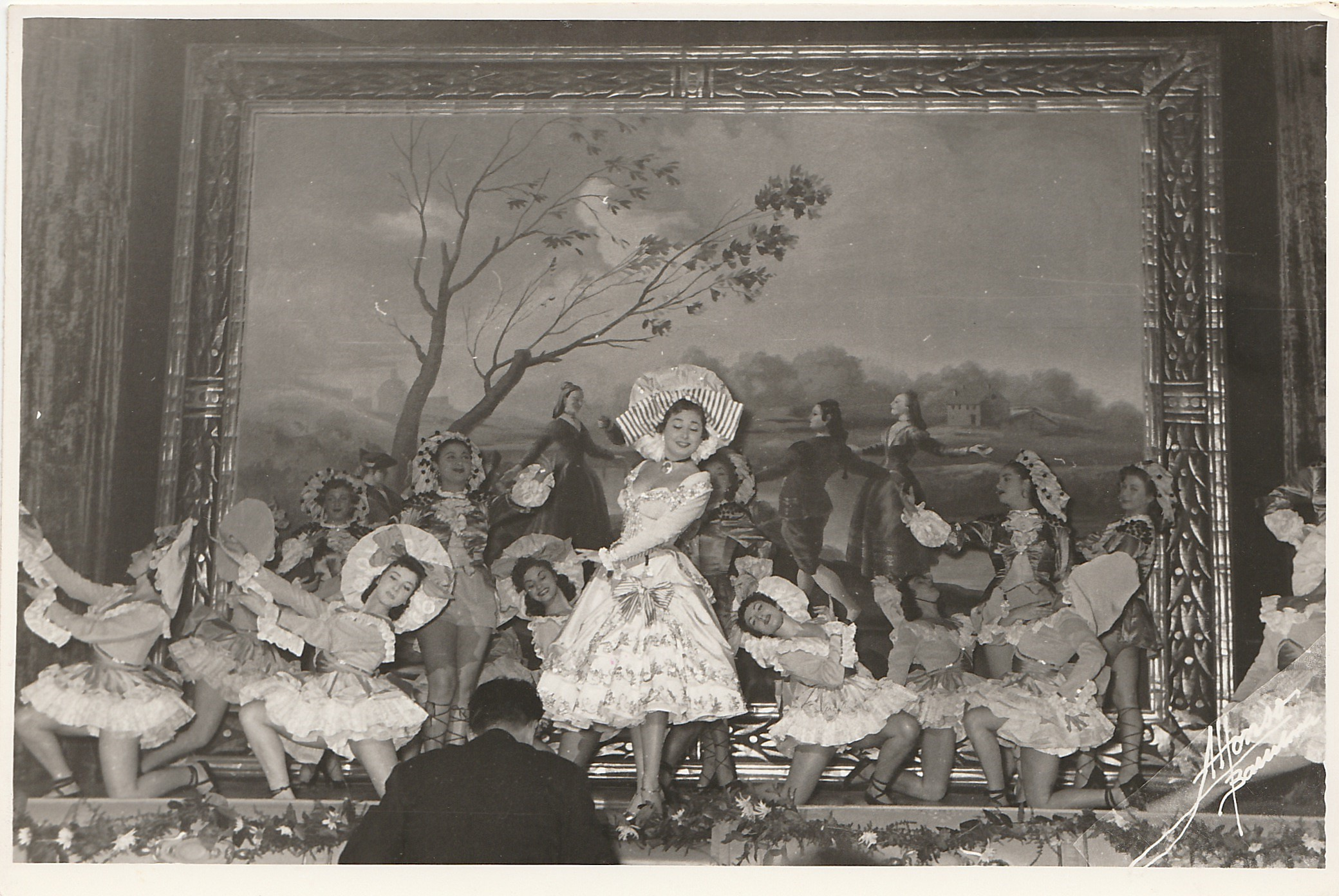
Beatriz de Lenclós en un cuadro de baile

## Pionera del bikini en España
La historiografía considera a Beatriz de Lenclós como la primera mujer española en ser fotografiada posando con un dos piezas (bikini), en las playas de Benidorm, en 1953, dos años antes de que lo hiciera Brigitte Bardot, en Saint-Tropez.
Por lucir esa prenda de baño, se buscó su excomunión, con un expediente incoado desde el Arzobispado de Valencia, pero el dictador Francisco Franco habría aconsejado que no se tuviera en cuenta.
Años más tarde, el alcalde de la villa, Pedro Zaragoza Orts, fue a hablar con él y se permitió el uso de esa prenda por interés turístico.

Beatriz de Lenclós en dos piezas (bikini) en las playas de Benidorm, en 1955